# Michael Ružić
Michael Ružić (* 4. Oktober 2006 in Besançon) ist ein kroatischer Basketballspieler.

## Werdegang
Ružić wechselte im Sommer 2023 von KK Zadar zu Joventut de Badalona nach Spanien. Neben Einsätzen in der Liga ACB sowie im Eurocup sammelte Ružić Spielpraxis bei CB Prat in der dritten sowie bei Joventut de Badalonas zweiter Mannschaft in der vierten spanischen Liga. Anfang Februar 2024 wurde sein Vertrag in Badalona bis 2029 verlängert.

### Persönliches
Sein Vater Tomislav Ružić war Berufsbasketballspieler. Er stand beim französischen Verein Besançon Basket Comté Doubs unter Vertrag, als Michael Ružić zur Welt kam.